# Омар Фарадж
Омар Фарадж (швед. Omar Faraj; нар. 9 березня 2002, Стокгольм, Швеція) — палестинський футболіст, нападник шведського клубу «Дегерфорс» та національної збірної Палестини.

## Ігрова кар'єра

### Клубна
Омар Фарадж є вихованцем стокгольмського футболу. Починав він займатися футболом в академії клубу АІК, звідки у 2016 році перейшов до молодіжної команди клубу «Броммапойкарна». У грудні 2019 року футболіст підписав з клубом перший професійний контракт. А вже у лютому 2020 року зіграв першу гру в основі у турнірі Кубка країни. У червні Фарадж вперше вийшов на поле у матчі чемпіонату Швеції у Першому дивізіоні.
Перед сезоном 2021/22 Фарадж перейшов до іспанського «Леванте», з яким підписав п'ятирічний контракт. Але пробитися до основи іспанського клубу футболіст так і не зумів, провівши сезон у другій клубній команді. В основі «Леванте» Фарадж зіграв лише одну гру, коли вийшов на заміну у матчі проти «Райо Вальєкано».
В липні 2022 року футболіст повернувся до Швеції, де продовжив свою кар'єру на правах оренди в клубі «Дегерфорс». Але в січні 2023 року Фарадж покинув «Леванте» і підписав повноцінний трирічний контракт зі шведським клубом АІК. 
У вересні 2024 року підписав контракт з клубом «Замалек».
З 12 січня 2025 року на правах оренди виступає за «Дегерфорс». 30 березня 2025 року, оформив хет-трик у матчі чемпіонату проти «Гальмстадс», «Дегерфорс» здобув перемогу 5–0.

### Збірна
У січні 2023 року у товариському матчі проти команди Фінляндії Омар Фарадж дебютував у складі національної збірної Швеції.
У 2024 році Омар Фарадж вирішив змінити спортивне громадянство і 6 червня 2024 року у матчі відбору до чемпіонату світу 2024 року у матчі проти збірної Лівану дебютував у національній збірній Палестини.